# Вільхта
Вільхта (пол. Wilchta) — село в Польщі, у гміні Борове Ґарволінського повіту Мазовецького воєводства.
Населення — 267 осіб (2011).
У 1975-1998 роках село належало до Седлецького воєводства.

## Демографія
Демографічна структура станом на 31 березня 2011 року:
|          | Загалом | Допрацездатний вік | Працездатний вік | Постпрацездатний вік |
| -------- | ------- | ------------------ | ---------------- | -------------------- |
| Чоловіки | 144     | 45                 | 91               | 8                    |
| Жінки    | 123     | 27                 | 70               | 26                   |
| Разом    | 267     | 72                 | 161              | 34                   |